# ثنائي طارمة
في الهندسة الرياضية، ثنائي الطارمة متعدد وجوه تناظره زوجي الزمرة، يُنشَأ بلصق طارمتين: القاعدة الكبرى على القاعدة الكبرى.
لثنائي الطارمة هيئتان:
- ثنائي الطارمة القائم (بالإنجليزية: orthobirotunda): ويُنشأ بلصق الطارمتين لتكون كل واحدة صورة معكوسة للأخرى.
- ثنائي الطارمة المبروم (بالإنجليزية: gyrobirotunda): ويُنشأ بلصق الطارمتين بعد برم إحداهما يُسرةً أو يمنة، ليقابل مخمَّس الأولى ومثلث الثانية، ومثلث الأولى مُخمَّس الثانية.

يُمكن أن يُنشَأ ثنائي الطارمة من طارمتين ذواتَي وجوه منتظمة، أي تكون حروف الطارمة كلها متساوية الطول، وينشأ عن ذلك، لو كان اللصق قائمًا ثنائي الطارمة المُخمَّسة القائم، وهو أحد مُجسَّمات جُنسون، أما لو كان اللصق قائمًا فالناتج هو 
ذو الوجوه الاثنا عشري العشروني، وهو أحد المُجسَّمات الأرخميدية. 

## أمثلة
| 4                       | 5                                                  | 6                       | 7                       | 8                       |
| ----------------------- | -------------------------------------------------- | ----------------------- | ----------------------- | ----------------------- |
| ثنائي طارمة مربعة قائم  | ثنائي طارمة مخمسة قائم                             | ثنائي طارمة مسدسة قائم  | ثنائي طارمة مسبعة قائم  | ثنائي طارمة مثمنة قائم  |
| ثنائي طارمة مربعة مبروم | ثنائي طارمة مخمسة مبروم (ذو وجوه اثنا عشري عشروني) | ثنائي طارمة مسدسة مبروم | ثنائي طارمة مسبعة مبروم | ثنائي طارمة مثمنة مبروم |